# Jennifer Capriati
Jennifer Marie Capriati (* 29. März 1976 auf Long Island, New York) ist eine ehemalige US-amerikanische Tennisspielerin.

## Karriere
Capriati wurde schon früh von ihrem Vater Stefano Capriati trainiert. In ihrer Jugend wurde sie von Jimmy Evert (dem Vater der Tennisspielerin Chris Evert) gecoacht. Am 5. März 1990 nahm sie im Alter von 13 Jahren zum ersten Mal in Boca Raton an einem WTA-Turnier teil. Kurze Zeit später war sie die jüngste Spielerin, die jemals ein Endspiel im Profitennis erreichte. Beim Turnier von Hilton Head schlug sie mit Arantxa Sánchez-Vicario die damalige Nummer fünf der Welt und scheiterte erst im Endspiel an Martina Navrátilová. Zu diesem Zeitpunkt war Capriati 13 Jahre und 11 Monate alt. Am 9. April 1990 erschien sie als Nummer 25 erstmals in der WTA-Weltrangliste.
Ihren ersten Titel gewann sie in Puerto Rico, als sie im Finale Zina Garrison besiegte. Capriati war damit die viertjüngste Spielerin, die einen Titel gewinnen konnte. Dieser führte sie erstmals in die Top Ten der WTA-Rangliste. Das Jahr 1990 beendete sie als Nummer 8 der Welt. 1991 erreichte sie in Wimbledon und bei den US Open jeweils das Halbfinale. 1992 folgte dann ein Höhepunkt ihrer Karriere, als sie bei den Olympischen Spielen in Barcelona Steffi Graf besiegte und die Goldmedaille gewann.
Es folgten etliche Tiefpunkte. Im Dezember 1993 wurde sie bei einem Ladendiebstahl erwischt und 1994 in Miami wegen Besitz von Marihuana inhaftiert. Erst 1996 kehrte sie auf die Tour zurück, erst im Jahr 1999 gewann sie das erste Turnier nach ihrer Rückkehr. 2001 gewann sie dann in Melbourne und in Paris ihre ersten Grand-Slam-Titel. Im selben Jahr wurde sie zudem von Associated Press als Sportlerin des Jahres geehrt. 2002 konnte Capriati ihren Triumph in Australien wiederholen. Im selben Jahr wurde sie als Weltsportlerin des Jahres ausgezeichnet. In ihrer Karriere erspielte sie sich ein Preisgeld von über 10 Mio. US-Dollar.
Vor allem bei ihrem Lieblingsturnier, den US Open, unterlag Capriati mehrfach auf dramatische Art und Weise. Beim damals einzigen Grand-Slam-Turnier, bei dem im entscheidenden Satz ein Tie-Break gespielt wurde, unterlag sie viermal im Halbfinale, davon dreimal im Tie-Break des dritten Satzes – 1991 gegen Monica Seles, 2003 gegen Justine Henin und 2004 gegen Jelena Dementjewa.
Ab November 2004 spielte Capriati aufgrund anhaltender Rückenprobleme kein Turnier mehr. Ihr letztes Profimatch bestritt sie in Philadelphia, wo sie im Viertelfinale mit 0:6 und 1:6 gegen Wera Swonarjowa ausschied.
2012 wurde sie in die International Tennis Hall of Fame aufgenommen.
2013 wurde sie von einem Ex-Freund wegen Körperverletzung und Stalkings angezeigt. Eine Verhandlung fand nicht statt, Capriati akzeptierte 30 Stunden Sozialdienst und eine Antiaggressionsberatung.

## Turniersiege

### Einzel
| Nr. | Datum            | Turnier         | Kategorie         | Belag           | Finalgegnerin     | Ergebnis         |
| --- | ---------------- | --------------- | ----------------- | --------------- | ----------------- | ---------------- |
| 1.  | 28. Oktober 1990 | Dorado          | WTA Tier IV       | Hartplatz       | Zina Garrison     | 5:7, 6:4, 6:2    |
| 2.  | 4. August 1991   | San Diego       | WTA Tier III      | Hartplatz       | Monica Seles      | 4:6, 6:1, 7:62   |
| 3.  | 11. August 1991  | Toronto         | WTA Tier I        | Hartplatz       | Katerina Maleewa  | 6:2, 6:3         |
| 4.  | August 1992      | Barcelona       | Olympische Spiele | Sand            | Steffi Graf       | 3:6, 6:3, 6:4    |
| 5.  | 30. August 1992  | San Diego       | WTA Tier III      | Hartplatz       | Conchita Martínez | 6:3, 6:2         |
| 6.  | 17. Januar 1993  | Sydney          | WTA Tier II       | Hartplatz       | Anke Huber        | 6:1, 6:4         |
| 7.  | 22. Mai 1999     | Straßburg       | WTA Tier III      | Sand            | Jelena Lichowzewa | 6:1, 6:3         |
| 8.  | 7. November 1999 | Québec          | WTA Tier III      | Teppich (Halle) | Chanda Rubin      | 4:6, 6:1, 6:2    |
| 9.  | 1. Oktober 2000  | Luxemburg       | WTA Tier III      | Teppich (Halle) | Magdalena Maleewa | 4:6, 6:1, 6:4    |
| 10. | 27. Januar 2001  | Australian Open | Grand Slam        | Hartplatz       | Martina Hingis    | 6:4, 6:3         |
| 11. | 22. April 2001   | Charleston      | WTA Tier I        | Sand            | Martina Hingis    | 6:0, 4:6, 6:4    |
| 12. | 9. Juni 2001     | French Open     | Grand Slam        | Sand            | Kim Clijsters     | 1:6, 6:4, 12:10  |
| 13. | 26. Januar 2002  | Australian Open | Grand Slam        | Hartplatz       | Martina Hingis    | 4:6, 7:67, 6:2   |
| 14. | 23. August 2003  | New Haven       | WTA Tier II       | Hartplatz       | Lindsay Davenport | 6:2, 4:0 Aufgabe |

### Doppel
| Nr. | Datum        | Turnier | Kategorie  | Belag | Partnerin    | Finalgegnerinnen           | Ergebnis |
| --- | ------------ | ------- | ---------- | ----- | ------------ | -------------------------- | -------- |
| 1   | 12. Mai 1991 | Rom     | WTA Tier I | Sand  | Monica Seles | Nicole Provis Elna Reinach | 7:5, 6:2 |

## Abschneiden bei Grand-Slam-Turnieren

### Einzel
Die Tabelle listet die Ergebnisse der Grand-Slam-Turniere, der Tour Championships, der Olympischen Spiele, des Fed Cups bzw. Billie Jean King Cups und der Turniere folgender Kategorien auf: 1990–2008: Tier I, 2009–2020: Premier Mandatory und Premier 5, ab 2021: WTA 1000.
| Turnier            | 1990 | 1991 | 1992 | 1993 | 1994 | 1995 | 1996 | 1997 | 1998 | 1999 | 2000 | 2001 | 2002 | 2003 | 2004 | Karriere |
| ------------------ | ---- | ---- | ---- | ---- | ---- | ---- | ---- | ---- | ---- | ---- | ---- | ---- | ---- | ---- | ---- | -------- |
| Australian Open    | —    | —    | VF   | VF   | —    | —    | —    | 1    | —    | 2    | HF   | S    | S    | 1    | —    | 2 × S    |
| French Open        | HF   | AF   | VF   | VF   | —    | —    | 1    | —    | —    | AF   | 1    | S    | HF   | AF   | HF   | 1 × S    |
| Wimbledon          | AF   | HF   | VF   | VF   | —    | —    | —    | —    | 2    | 2    | AF   | HF   | VF   | VF   | VF   | 2 × HF   |
| US Open            | AF   | HF   | 3    | 1    | —    | —    | 1    | 1    | 1    | AF   | AF   | HF   | VF   | HF   | HF   | 4 × HF   |
| Tour Championships | 1    | VF   | VF   | —    | —    | —    | —    | —    | —    | —    | 1    | VF   | HF   | HF   | —    | 2 × HF   |
| Chicago            | —    |      |      |      |      |      |      |      |      |      |      |      |      |      |      | —        |
| Boca Raton         |      | HF   | —    |      |      |      |      |      |      |      |      |      |      |      |      | 1 × HF   |
| Indian Wells       |      |      |      |      |      |      |      | —    | —    | —    | 2    | —    | —    | HF   | —    | 1 × HF   |
| Miami              | AF   | VF   | HF   | 3    | —    | —    | AF   | 2    | 1    | 2    | VF   | F    | F    | F    | 3    | 3 × F    |
| Hilton Head Island | F    | AF   | 2    | HF   | —    | —    | —    | AF   | 1    | —    | —    |      |      |      |      | 1 × F    |
| Charleston         |      |      |      |      |      |      |      |      |      |      |      | S    | HF   | —    | AF   | 1 × S    |
| Rom                | VF   | VF   | AF   | VF   | —    | —    | —    | 1    | 1    | —    | 1    | 2    | HF   | VF   | F    | 1 × F    |
| Berlin             | —    | HF   | HF   | AF   | —    | —    | —    | —    | 1    | 2    | —    | F    | HF   | HF   | HF   | 1 × F    |
| San Diego          |      |      |      |      |      |      |      |      |      |      |      |      |      |      | —    | —        |
| Kanada             | VF   | S    | —    | F    | —    | —    | AF   | 2    | —    | AF   | AF   | F    | F    | —    | VF   | 1 × S    |
| Tokio              |      |      |      | —    | —    | —    | —    | —    | —    | —    | —    | —    | —    | —    | —    | —        |
| München            |      |      |      |      |      |      |      |      | —    | —    |      |      |      |      |      | —        |
| Zürich             |      |      |      | —    | —    | —    | VF   | —    | —    | 1    | HF   | HF   | AF   | —    | —    | 2 × HF   |
| Philadelphia       |      |      |      | —    | 1    | —    |      |      |      |      |      |      |      |      |      | 1 × 1R   |
| Moskau             |      |      |      |      |      |      |      | —    | —    | —    | —    | —    | —    | AF   | —    | 1 × AF   |
| Olympische Spiele  |      |      | S    |      |      |      | —    |      |      |      | —    |      |      |      | —    | 1 × S    |
| Fed Cup            | S    | F    |      |      |      |      | S    |      |      |      | S    |      |      |      |      | 3 × S    |

Zeichenerklärung: S = Turniersieg; F, HF, VF, AF = Einzug ins Finale, Halb-, Viertel-, Achtelfinale; 1, 2, 3 = Ausscheiden in der 1., 2., 3. Haupt- / Finalrunde; Q1, Q2, Q3 = Ausscheiden in der 1., 2. 3. Qualifikationsrunde; RR = Round Robin (Gruppenphase); nicht ausgetragen oder andere Kategorie; PO (Playoff), P2 = Auf-/Abstiegsrunde zur Weltgruppe I/II im Fed Cup; W2, K1, K2, K3 = Teilnahme in der Weltgruppe II, Kontinentalgruppe I, II, III im Fed Cup.

### Doppel
| Turnier         | 1990 | 1991 | 1992 | 1993 | 1994 | 1995 | 1996 | 1997 | 1998 | 1999 | 2000 | 2001 | 2002 | Karriere |
| --------------- | ---- | ---- | ---- | ---- | ---- | ---- | ---- | ---- | ---- | ---- | ---- | ---- | ---- | -------- |
| Australian Open | —    | —    | —    | —    | —    | —    | —    | 2    | —    | —    | AF   | 2    | —    | AF       |
| French Open     | 1    | —    | —    | —    | —    | —    | —    | —    | —    | —    | AF   | AF   | —    | AF       |
| Wimbledon       | 2    | AF   | —    | —    | —    | —    | —    | —    | —    | —    | AF   | —    | 2    | AF       |
| US Open         | 1    | —    | —    | —    | —    | —    | —    | —    | 1    | 1    | 2    | VF   | —    | VF       |

### Mixed
| Turnier         | 1992 | 1993 | 1994 | 1995 | 1996 | 1997 | 1998 | 1999 | 2000 | 2001 | 2002 | 2003 | 2004 | Karriere |
| --------------- | ---- | ---- | ---- | ---- | ---- | ---- | ---- | ---- | ---- | ---- | ---- | ---- | ---- | -------- |
| Australian Open | —    | —    | —    | —    | —    | AF   | —    | —    | —    | —    | —    | —    | —    | AF       |
| French Open     | —    | —    | —    | —    | —    | —    | —    | —    | —    | —    | 1    | —    | —    | 1        |
| Wimbledon       | VF   | —    | —    | —    | —    | —    | —    | —    | 2    | 1    | —    | —    | 2    | VF       |
| US Open         | —    | —    | —    | —    | —    | —    | —    | —    | —    | 1    | —    | —    | —    | 1        |